# Nazim Sangaré
Nazim Sangaré (Colonia, 30 maggio 1994) è un calciatore tedesco naturalizzato turco, di origini guineane, difensore del Göztepe.